# Баргузинская котловина
Баргузи́нская котлови́на (Баргузинская долина) (бур. Баргажанай Гол) — крупная межгорная котловина в Бурятии, между Баргузинским и Икатским хребтами.

## Этимология
Топоним Баргузин широко представлен в регионе. Так Баргузинскю котловину от озера Байкал отделяет одноименный хребет, а по самой котловине протекает река Баргузин. В свою очередь гидроним связан с названием народа баргуты.

## Описание
Протяжённость котловины с юго-запада на северо-восток составляет более чем 200 км. Ширина достигает 35 км, высота — до 600 м.
Центральная низкая часть котловины представляет собой болотно-луговую приречную равнину шириной до 15 км. Правобережье реки Баргузин представлено наклонной равниной с относительной высотой до 100—200 м и занятой лесостепью и сосновыми лесами. Левобережье — более ровная поверхность с мелкодерновинно-злаковыми степями, сменяющимися сосновыми борами с участками лугов, на северо-востоке — лиственнично-сосновыми лесами. Присутствуют песчаные массивы с эоловым рельефом — барханы, гряды, котловины выдувания.